# Gliese 251
Gliese 251 is een vlamster van het type Rode dwerg met een magnitude van +9,89 in het sterrenbeeld Tweelingen (Gemini) met een spectraalklasse van M4.V. De ster bevindt zich 18,21 lichtjaar van de zon.